# Solide (album de Robert Charlebois)
Pour les articles homonymes, voir Solide.
Albums de Robert Charlebois
Swing Charlebois Swing
(1977) Heureux en amour?
(1981)
Solide est le treizième album de Robert Charlebois, sorti en 1979.

## Titres
| 1.    | Super Baby        | Jean-Loup Dabadie / Robert Charlebois | 3:04 |
| 2.    | Première neige    | Réjean Ducharme / Robert Charlebois   | 3:42 |
| 3.    | J't'haïs          | Réjean Ducharme / Jean-Marie Benoit   | 2:50 |
| 4.    | Dix ans           | Réjean Ducharme / Robert Charlebois   | 3:54 |
| 5.    | Superficielle     | Réjean Ducharme / Robert Charlebois   | 5:01 |
| 6.    | Nuage n° 9        | Jean-Loup Dabadie / Robert Charlebois | 3:29 |
| 7.    | Samba des canards | Réjean Ducharme / Robert Charlebois   | 3:00 |
| 8.    | C'est pas sérieux | Réjean Ducharme / Robert Charlebois   | 3:51 |
| 9.    | Ritz              | Réjean Ducharme / Robert Charlebois   | 5:22 |
| 10.   | J'veux d'lamour   | Réjean Ducharme / Robert Charlebois   | 5:15 |
| 39:28 |                   |                                       |      |